# World Education Games
Световни Образователни Игри (WEG) са важно събитие в глобалния интернет за всички училища и ученици по целия свят, и всяка година се провеждат през октомври.
Това е разширен формат, в основата на който е след известен Световен Ден на Математиката Mathletics, но сега те включват и Световен Ден на Литература Spellodrome и Световния Ден на Науката IntoScience.
Игри, организирани 3PLearning и спонсорирани от Microsoft, УНИЦЕФ, 3PLearning и MACQUARIE. Световният Ден на Математиката влезе в „Книгата на рекордите на Гинес“ като най-големият онлайн на математически конкурс през 2010 година. Техният главен представител на Скот Flansburg, известен като „човекът-калкулатор“. Началото на Игрите в разширен формат е заложено през 2012 година.
През 2013 г. той се проведе от 5 до 7 март и е представен на 5 960 862 студенти от 240 страни, конкуриращи се помежду си. Следните Световни Образователни Игри ще се проведат 13 – 15 октомври 2015 г., когато повече от 6 000 000 ученици от 20 000 училища в 150 страни, както се очаква, ще могат да приемат предизвикателството в областта на математиката, литературата и науката.

## История
Световните образователни игри са една от основните безплатни онлайн образователни състезания и организирани световен доставчик на електронното обучение 3PLearning (създателите на платформа за електронно обучение на основата на абонамент, предназначени предимно за училищата – като Mathletics, Spellodrome и IntoScience).
Световни Образователни Игри (WEG), които имат произхода на математически състезания, проведени за първи път в рамките на Световния Ден на Математиката през 2007 година.
През 2011 г. събитието се разширява, за да включи втори раздел (Ден на Световната Литература), а година по-късно третият раздел (Световен Ден на Науката), и оттогава Образователни Игри официално получават своето сегашното си име.

## Правила
Да участват в Игри могат учениците от всяка страна. За това се изисква само регистрация и наличието на определен софтуер на участника. Състезанието е възможно в два вида: срещу ученици от целия свят или срещу компютъра. Участник получава на вашия компютър или друго устройство въпроси, на които трябва да даде отговори за определеното време. За правилните отговори се получават точки, а самите въпроси на трудност са разделени на нива, в зависимост от годината/клас на обучение. За скорост се присъждат допълнителни точки, а след три грешни отговори играта приключва.
След преброяване на резултатите от организаторите се свързват с родителите/учителите участници в потвърждение на това, че участниците, които взеха участие в Мача от регистрирани от тях профили. Тези, които са нарушили правилата или са посочили невярна информация за себе си, губят правото на награда.
Награди получават участниците, които печелят най-много точки във всяка от представените в конкурса игри. За екипа на едно училище е получила право на възнаграждение, по-малко от 10 ученици от нея трябва да завърши играта в своята възрастова категория. Участник може да получите за своите постижения до публично Залата на Славата WEG, но точки за него се кредитират само за първите 20 мача за равни шансове за всички.

## WEG посланици
| №  | Посланик          | Държава                              |
| -- | ----------------- | ------------------------------------ |
| 1  | Александър Анелия | Англия, Великобритания               |
| 2  | Александра Б      | Алберта, Канада                      |
| 3  | Ейми М            | Шотландия, Великобритания            |
| 4  | Анна А            | Москва, Русия                        |
| 5  | Creedon С         | Манитоба, Канада                     |
| 6  | Elli E            | Англия, Великобритания               |
| 7  | Емануел М         | Керетаро, Мексико                    |
| 8  | Фатима Y          | Пакистан                             |
| 9  | Джефри М          | Саскатчуан, Канада                   |
| 10 | Герания Р         | САЩ                                  |
| 11 | Цин Hui Л         | Англия, Великобритания               |
| 12 | Imaan С           | Англия, Великобритания               |
| 13 | Каллиопи С        | Уа, Австралия                        |
| 14 | Лук W             | Флорида, САЩ                         |
| 15 | Maathangi В       | Дубай, Обединени Арабски Емирства    |
| 16 | Meeral Н          | Гуджранвала, Пакистан                |
| 17 | Мелина И          | Кънектикът, САЩ                      |
| 18 | Майкъл М          | Чикаго, САЩ                          |
| 19 | Musaab Ч          | Онтарио, Канада                      |
| 20 | Оуен E            | Англия, Великобритания               |
| 21 | Пейтън Сек        | Британска Колумбия, Канада           |
| 22 | Реми Л            | Куинсланд, Австралия                 |
| 23 | Мириам K          | Нов Южен Уелс, Австралия             |
| 24 | Самюел О          | Лагос, Нигерия                       |
| 25 | Томас             | Северна Ирландия, Обединено Кралство |
| 26 | Тристан Г         | Виктория, Австралия                  |
| 27 | Урсула Ч          | Тасмания, Австралия                  |
| 28 | Vikayra Г         | Gauteng, Южна Африка                 |

## Награди[5]
Тържествената церемония по награждаването на победителите ще се състои през ноември 2015 г. в операта в Сидни. Представителите на училища с най-високи общи резултати на Световните образователни игри (за всеки клас) ще бъдат поканени да участват в церемонията по награждаването, където ги училищата получите заслуженото от тях награди.
Победител в личен конкурс за ученици ще бъдат доставени в Сидни (Австралия), заедно с един от родителите, за да присъства на бляскава церемония. Пътуването включва полет, настаняване и екскурзии VIP в Сидни. Победителите от всеки един от десет класове, които поставят на първите, вторите и трети места във всеки клас и всяка от трите секции на Световните образователни игри, присъжда отчеканенными златни, сребърни и бронзови медали.

### WEG победителите по страни
2015
В очакване на проверка
2014
Там не е имало игри
2013
WEG: Малайзия
Световен Ден На Грамотност: Малайзия
Световният Ден На Математиката: Пакистан/Турция
Световен Ден На Науката: Малайзия
2012
WEG: ВЕЛИКОБРИТАНИЯ
Световен ден на грамотност: Великобритания
Световният Ден На Математиката: Австралия
Световен Ден На Науката: Малайзия

### WEG победителите
Сума от точки за Световния ден на грамотността, на Световния ден на математиката и Световния ден на науката за всяка възрастова група
2015
В очакване на проверка
2014
Там не е имало игри
2013
4 – 7 години: сандали Раджапаксе, Подготвям за училище Салкомб, Великобритания
8 – 10 години: Vihangi Раджапаксе, Подготвям за училище Салкомб, Великобритания
11 – 13 години: Сачин Кумар Митал, канадската Международна школа, Хонг конг & Сауд Али Хан, Beaconhouse на училищната система, Манди Bahauddin, Пакистан
14 – 18 години: Даниал бин Мохамед Syafiq", хотел cempaka училища, CH, Малайзия
2012
4 – 7 години: сандали Раджапаксе, Подготвям за училище Салкомб, Великобритания
8 – 10 години: Оливър Papillo, Балвине начално училище, Австралия
11 – 13 години: шаран на Маите, в Академията на Глазгоу, Великобритания
14 – 18 години: Malayandi. Р, хотел cempaka училища ЦТ, Малайзия
WEG победителите в отделните събития

#### Световен Ден На Грамотността
2015
В очакване на проверка
2014
Там не е имало игри
2013
4 – 7 години: сандали Раджапаксе, Подготвям за училище Салкомб, Великобритания
8 – 10 години: Аластер Гибсън, Хексеме средно училище, Великобритания
11 – 13 години: Али Сауд, Хан, Beaconhouse на училищната система, Манди Bahauddin, Пакистан
14 – 18 години: Кианна Уан, екипът на Канада, Канада
2012
4 – 7 години: сандали Раджапаксе, Подготвям за училище Салкомб, Великобритания
8 – 10 години: Дилън. С, Лин началното училище, Великобритания
11 – 13 години: Edryna Syfinaz З А, хотел cempaka училища ЦТ, Малайзия
14 – 18 години: Фийби. Та, Ша Тин Колеж, Хонг Конг
2011
4 – 7 години: Vihangi Раджапаксе, Подготвям за училище Салкомб, Великобритания
8 – 10 години: Дилън. С, Лин началното училище, Великобритания
11 – 13 години: Джордж. Вт, екипът на Обединеното Кралство Великобритания
14 – 18 години: Фийби. Та, Ша Тин Колеж, Хонг Конг.

### Световният Ден На Математиката
2015
В очакване на проверка
2014
Там не е имало игри
2013
4-7yrs: сандали Раджапаксе, Подготвям за училище Салкомб, Великобритания
8 – 10 години: Rohith Ниранджан, Глобалната Индийски Международна школа, Япония
11 – 13 години: Сауд Али Хан, Beaconhouse на училищната система, Манди Bahauddin, Пакистан
14 – 18 години: Husnain Али Abid, ППВ гимназия, Пакистан
2012
4-7yrs: Юсуф Мохамед, орбитата на Международната училище, Саудитска Арабия
8 – 10 години: Даршан. А, Индийски Държавно Училище, Индия
11 – 13 години: Муса FerozeTarrar, Beaconhouse училищната система, Пакистан
14 – 18 години: Кая Генц, колеж Southport, Австралия
2011
4-7yrs: Ерик Зи, екипът на Австралия, Австралия
8 – 10 години: Зидар Ф, отбора на Нова Зеландия, Нова Зеландия
11 – 13 години: Кая Генц, в училище Southport, Австралия
14 – 18 години: Дейвид Андерсен, Англиканската колеж крайбрежие Фрейзър, Австралия
2010
5 – 8 години: Rohith Ниранджан, екипът на япония, Япония
9 – 13 години: Кая Генц, в училище Southport, Австралия
14 – 18 години: Дейвид Андерсен, Англиканската колеж крайбрежие Фрейзър, Австралия
2009
5 – 8 години: Н. С, Сикхи Международна школа, Тайланд
9 – 13 години: Кая Генц, в училище Southport, Австралия
14 – 18 години: Дейвид Андерсен, Англиканската колеж крайбрежие Фрейзър, Австралия
2008
Всички Възрасти: Татяна Devendranath, Хэйлибэри, Австралия
2007
Всички Възрасти: Стефан Л., Кристиан Алианс П. В. Лау Паметник Международна Школа, Хонг Конг

### Световен Ден На Науката
2015
В очакване на проверка
2014
Там не е имало игри
2013
4 – 7 години: сандали Раджапаксе, Подготвям за училище Салкомб, Великобритания
8 – 10 години: Chiacia Путри ефенди, Кахайя Харапан Sejahtera, Индонезия
11 – 13 години: Ариец Саджу, британски Ал Khubairat, обединени арабски емирства
14-от 18: Даниал Бин Мохамед Syafiq, хотел cempaka училища, CH, Малайзия
2012
4 – 7 години: Ashwati. Н, Христос е Сеячът училище, Великобритания
8 – 10 години: Дерек. Л, Монтерей билото, Начално и основно училище в САЩ
11 – 13 години: шаран на Маите, в Академията на Глазгоу, Великобритания
14-от 18: Malayandi. Р, хотел cempaka училища ЦТ, Малайзия